# Дег-е Госейн (Марказі)
Дег-е Госейн (перс. ده حسين) — село в Ірані, у дегестані Гендудур, у бахші Сарбанд, шагрестані Шазанд остану Марказі. За даними перепису 2006 року, його населення становило 70 осіб, що проживали у складі 20 сімей.

## Клімат
Середня річна температура становить 10,78 °C, середня максимальна – 30,35 °C, а середня мінімальна – -12,08 °C. Середня річна кількість опадів – 282 мм.
| Клімат поселення                              | Клімат поселення | Клімат поселення | Клімат поселення | Клімат поселення | Клімат поселення | Клімат поселення | Клімат поселення | Клімат поселення | Клімат поселення | Клімат поселення | Клімат поселення | Клімат поселення | Клімат поселення |
| Показник                                      | Січ.             | Лют.             | Бер.             | Квіт.            | Трав.            | Черв.            | Лип.             | Серп.            | Вер.             | Жовт.            | Лист.            | Груд.            |                  |
| Середній максимум, °C                         | 5,01             | 7,26             | 11,36            | 18,02            | 23,30            | 28,32            | 30,18            | 30,35            | 25,34            | 19,06            | 12,09            | 6,64             |                  |
| Середня температура, °C                       | −3,54            | −1,29            | 2,80             | 9,46             | 14,76            | 19,79            | 24,12            | 24,30            | 19,30            | 13,02            | 6,04             | 0,60             |                  |
| Середній мінімум, °C                          | −12,08           | −9,84            | −5,75            | 0,90             | 6,21             | 11,23            | 18,08            | 18,27            | 13,24            | 6,96             | 0,02             | −5,45            |                  |
| Норма опадів, мм                              | 44               | 40               | 52               | 37               | 30               | 5                | 1                | 1                | 0                | 6                | 26               | 40               |                  |
| Середньомісячна швидкість вітру, м/с          | 1.35             | 2.41             | 2.83             | 2.95             | 2.48             | 2.34             | 2.29             | 2.18             | 2.22             | 1.86             | 1.95             | 1.35             |                  |
| Середньомісячна сонячна радіація, кДж/м²·день | 9505             | 12618            | 15266            | 18478            | 22528            | 27031            | 25952            | 24301            | 21481            | 16118            | 11267            | 9224             |                  |
| --------------------------------------------- | ---------------- | ---------------- | ---------------- | ---------------- | ---------------- | ---------------- | ---------------- | ---------------- | ---------------- | ---------------- | ---------------- | ---------------- | ---------------- |
| Джерело:                                      |                  |                  |                  |                  |                  |                  |                  |                  |                  |                  |                  |                  |                  |